# Cilunculus europaeus
Cilunculus europaeus är en havsspindelart som beskrevs av Stock, J.H. 1978. Cilunculus europaeus ingår i släktet Cilunculus och familjen Ammotheidae. Inga underarter finns listade i Catalogue of Life.